# قارلق
قارلق روستایی است از توابع بخش نوبران شهرستان ساوه در استان مرکزی ایران.

## جمعیت
این روستا در دهستان کوهپایه قرار دارد و براساس سرشماری مرکز آمار ایران در سال ۱۳۹۵، جمعیت آن ۲۳۸ نفر (۷۵ خانوار) است.